# Norman Nato
Norman Nato (Cannes, 8 de julho de 1992), é um automobilista profissional da França que atualmente compete na Fórmula E pela equipe Nissan. Ele estreou na categoria em 2020 pela Venturi, também passando pela Andretti. Recentemente, o piloto também competiu no Mundial de Endurance pela equipe Jota na classe Hypercar.

## Carreira

### Kart
Nato começou sua carreira no kart aos nove anos de idade e foi campeão francês nas classes Mini e Cadete em 2004 e 2005. Também venceu a Copa Campeones Trophy KF2 em 2007. Em 2009, Nato venceu o Campeonato Francês KZ2, seguido de uma vitória na KZ2 Monaco Kart Cup em 2010.

### Fórmula 4
Nato fez sua estreia nos monopostos em 2010 ao se juntar à F4 Eurocup 1.6 com a equipe Autosport Academy. O francês venceu na corrida de estreia em Aragão e conquistou mais uma vitória em Barcelona. Nato terminou a temporada com oito pódios e 123 pontos, sendo o vice-campeão e perdendo apenas para o belga Stoffel Vandoorne, que dominou a temporada e fez 36 pontos a mais que ele.

### Fórmula Renault
Em 2011, Nato competiu na Eurocopa de Fórmula Renault 2.0 com a equipe R-ace GP, sendo companheiro do também francês Côme Ledogar e do neerlandês Pieter Schothorst. Nato não teve vitórias no ano, seus melhores resultados foram os dois pódios em Nürburgring e na corrida de encerramento da temporada em Barcelona, pontuando em mais outras cinco etapas.
Assim, Nato computou pontos e foi o 11º colocado, com 58 pontos, quantidade igual ao do décimo, o colombiano Óscar Andrés Tunjo, mas este o superou por ter feito um segundo lugar, enquanto o máximo que Nato conseguiu foi chegar em terceiro.
Ele também participou de algumas provas na Copa da Europa do Norte de Fórmula Renault 2.0 com a mesma equipe, trazendo outro pódio em Nürburgring.

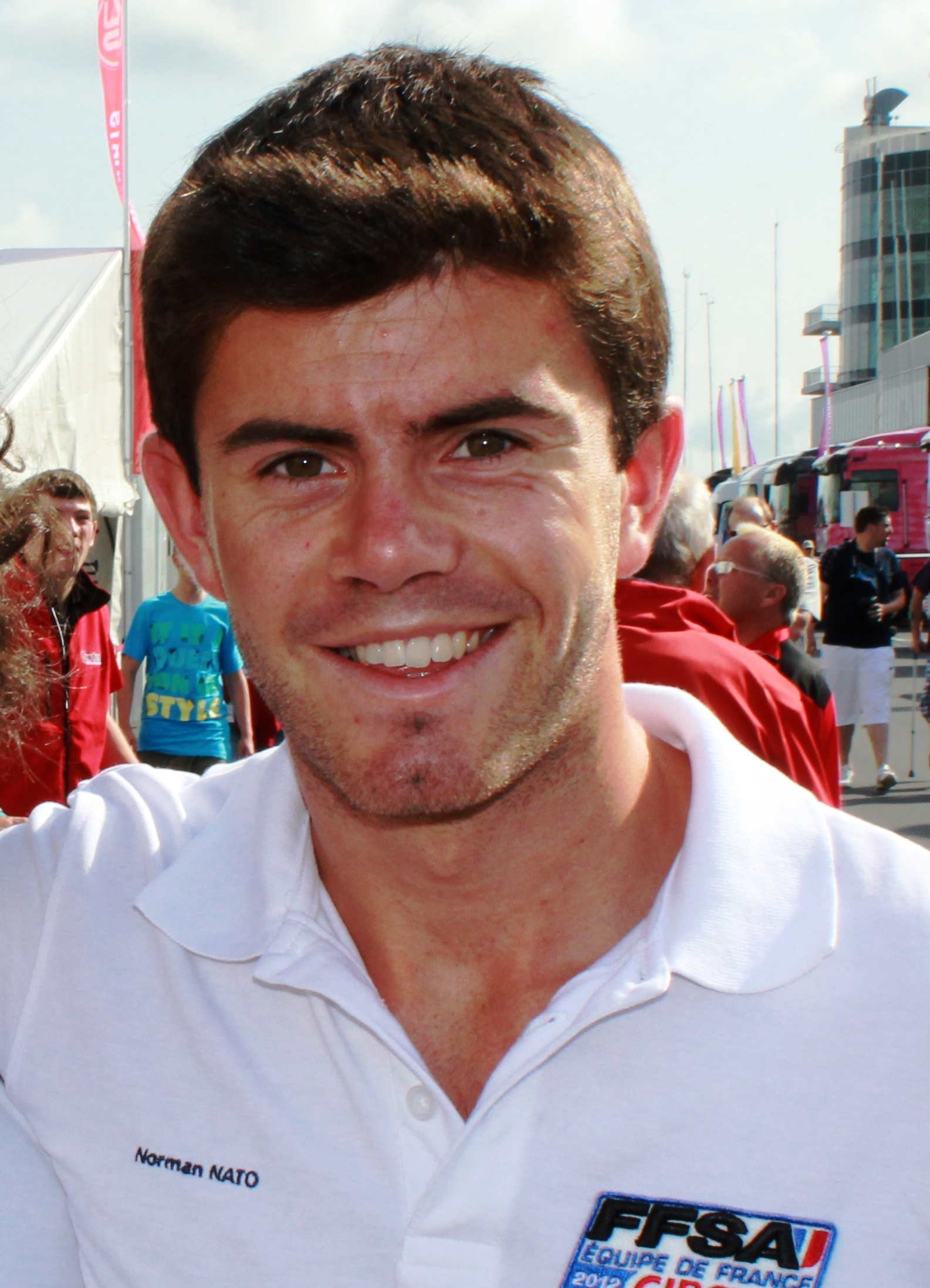
Nato em 2012

Em 2012, Nato continuou a correr na Eurocopa Renault, mas juntou-se à estreante RC Formula, sendo o único piloto a fazer todas as provas da temporada. Ele obteve uma vitória em Spa-Francorchamps, além de três pódios em Aragão, Nürburgring e Hungaroring para terminar em quarto lugar geral com 96 pontos.
Nato também correu na Fórmula Renault 2.0 Alpes em 2012 pela RC e teve como grande rival pelo título o russo Daniil Kvyat, júnior da Red Bull, levando a disputa até a corrida final da temporada em Barcelona. Mas lá, Nato se envolveu em um acidente com Kvyat e terminou como vice-campeão, somando quatro vitórias, mais quatro pódios e 214 pontos, apenas três a menos do que Kvyat.
Nato avançou para o nível mais alto da World Series by Renault em 2013, ao se juntar à DAMS na Fórmula Renault 3.5 Series como companheiro de equipe do dinamarquês Kevin Magnussen, que era júnior da McLaren. Nato não fez uma boa temporada. Ele até conquistou uma pole position, mas sua melhor posição nas corridas foi com um par de quintos lugares, e ainda enfrentou várias quebras e abandonos. Dessa forma, o francês terminou em 13º no Campeonato de Pilotos com 33 pontos, enquanto Magnussen fez catorze pódios e foi campeão com quase seis vezes mais pontos do que ele. Já no minicampeonato de estreantes, Nato não teve nenhuma vitória e foi o quarto colocado.

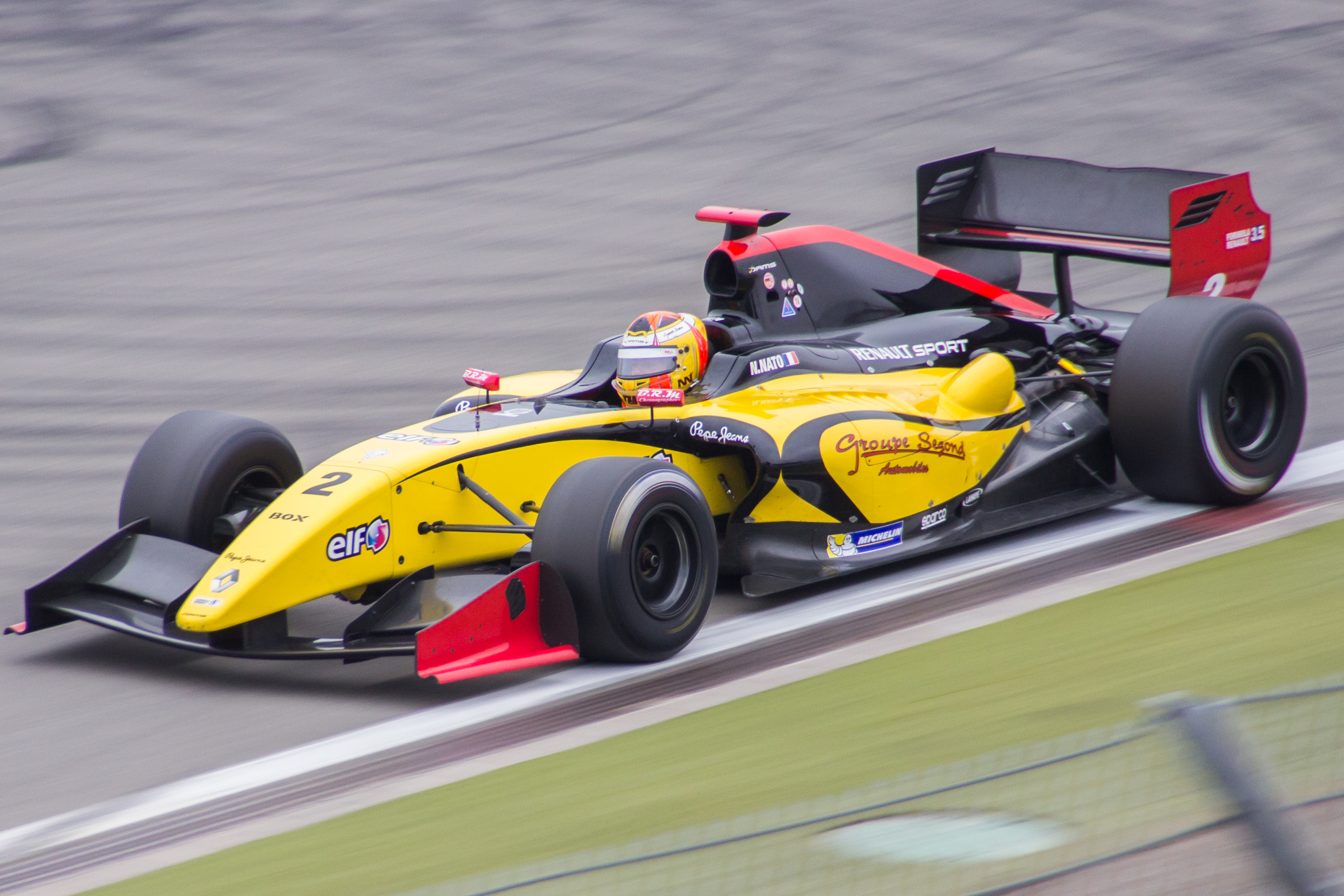
Nato em Nürburgring em 2014

O francês continuou com a equipe na temporada de 2014, dessa vez em parceria com Carlos Sainz Jr., espanhol da Red Bull Junior Team. Nato conquistou duas vitórias, que incluíram uma performance de Grand Slam na prestigiosa corrida de Mônaco, na qual ele venceu da pole position e marcou a volta mais rápida. Mas esses foram seus únicos pódios, e no geral, ele teve dificuldades de se manter entre os dez primeiros, contrastando com seu companheiro Sainz, que teve sete vitórias. Ao final, ele acumulou 89 pontos e foi o sétimo na classificação de pilotos, bem distante de Sainz, que foi campeão com mais que o dobro de pontos de vantagem.

### GP2 Series
Em 29 de janeiro de 2015, foi confirmado que a Arden International tinha contratado Nato para pilotar na temporada 2015 da GP2 Series ao lado do brasileiro André Negrão. Nato foi o décimo oitavo colocado, somando os mesmos vinte pontos do décimo sétimo, o romeno Robert Vișoiu, mas ficou atrás dele por que nas corridas, o máximo que ele conseguiu alcançar foi um par de sextos lugares, enquanto Vișoiu teve como melhor resultado um quinto lugar na corrida 1 no Barém. Ao menos Nato ficou à frente de seu companheiro Negrão, o vigésimo, fazendo quatro vezes mais pontos que ele.
Em 4 de fevereiro de 2016, a Racing Engineering confirmou o piloto para sua campanha de 2016, correndo com o britânico Jordan King. Nato conseguiu sua primeira vitória já na corrida de abertura, em Barcelona, e venceu novamente na corrida 2 em Monza. O francês ainda fez mais três pódios e encerrou o ano em quinto lugar, com 136 pontos, superando o sétimo colocado King por catorze pontos de distância.

### Fórmula 2
Para a temporada de 2017 do Campeonato de Fórmula 2 da FIA, Nato retornou para a Arden, tendo como companheiro o indonésio Sean Gelael. Sua primeira e única vitória na temporada foi na corrida 2 em Bacu, beneficiado por uma punição sobre Charles Leclerc, e além desse, Nato fez mais dois segundos lugares. Ele finalizou o ano em nono lugar, com 91 pontos, com uma vantagem considerável sobre Gelael, o décimo quinto.

### European Le Mans Series

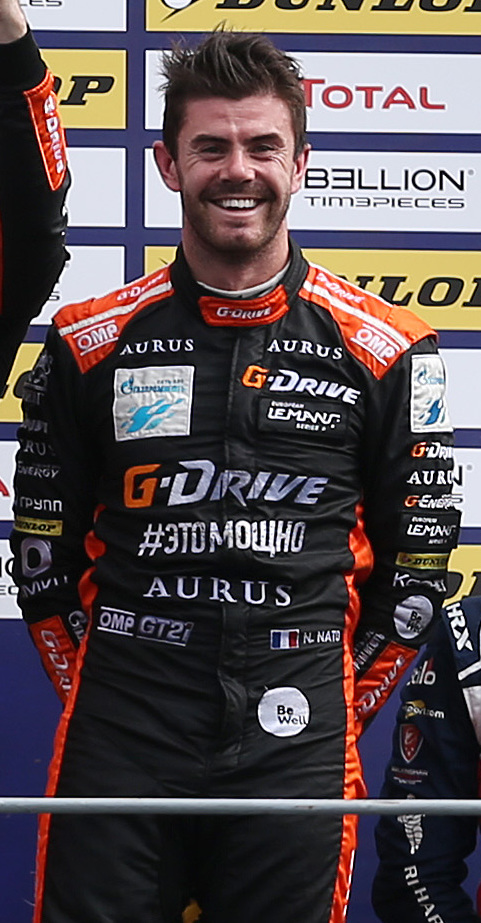
Nato no pódio das 4 Horas de Monza de 2019

Nato fez sua estreia nas corridas de carros esportivos, competindo na edição de 2018 da European Le Mans Series com a equipe Racing Engineering na classe LMP2. Ele venceu a corrida de abertura da temporada em Le Castellet ao lado dos companheiros e compatriotas Paul Petit e Olivier Pla. Nato anotou mais um pódio no Red Bull Ring para terminar em terceiro, com 66 pontos.
Em 2019, o francês se juntou aos atuais campeões da ELMS, G-Drive Racing, e disputou as duas primeiras corridas da temporada, ficando em quarto lugar em Le Castellet e vencendo em Monza.

### Mundial de Endurance
Nato teve a sua primeira participação nas 24 Horas de Le Mans, prova mais tradicional do Campeonato Mundial de Endurance da FIA, em 2018, pela equipe SMP Racing, ficando em décimo lugar.
Nato fez sua estreia no Mundial de Endurance em 2019 ao correr nas 6 Horas de Spa-Francorchamps pela TDS Racing, ficando em quarto na classe LMP2.
Para a temporada 2019-20, Nato se juntou à equipe LMP1 Rebellion Racing. O francês conquistou sua primeira vitória no Mundial de Endurance nas 4 Horas de Xangai e também venceu o Lone Star Le Mans de 2020 no Circuito das Américas. Nato ficou em segundo lugar na classe LMP2 na edição de 2020 das 24 Horas de Le Mans. Ele terminou a campanha em terceiro lugar no Campeonato de Pilotos ao lado dos companheiros de equipe Gustavo Menezes e Bruno Senna, terminando no pódio em seis das sete provas que o trio correu.
Para 2021, Nato se juntou à Realteam Racing para competir nas classes LMP2, em parceria com Loïc Duval e o dono da equipe Esteban Garcia. Nato, Garcia e Mathias Beche venceram as 8 Horas de Portimão na classe LMP2 Pro Am, ficando no pódio em todas as provas do ano e sendo o segundo colocado, juntamente com Esteban Garcia. Mas na classe LMP2 geral, Nato ficou em décimo, tendo como melhor resultado um sexto lugar nas 6 Horas de Spa.

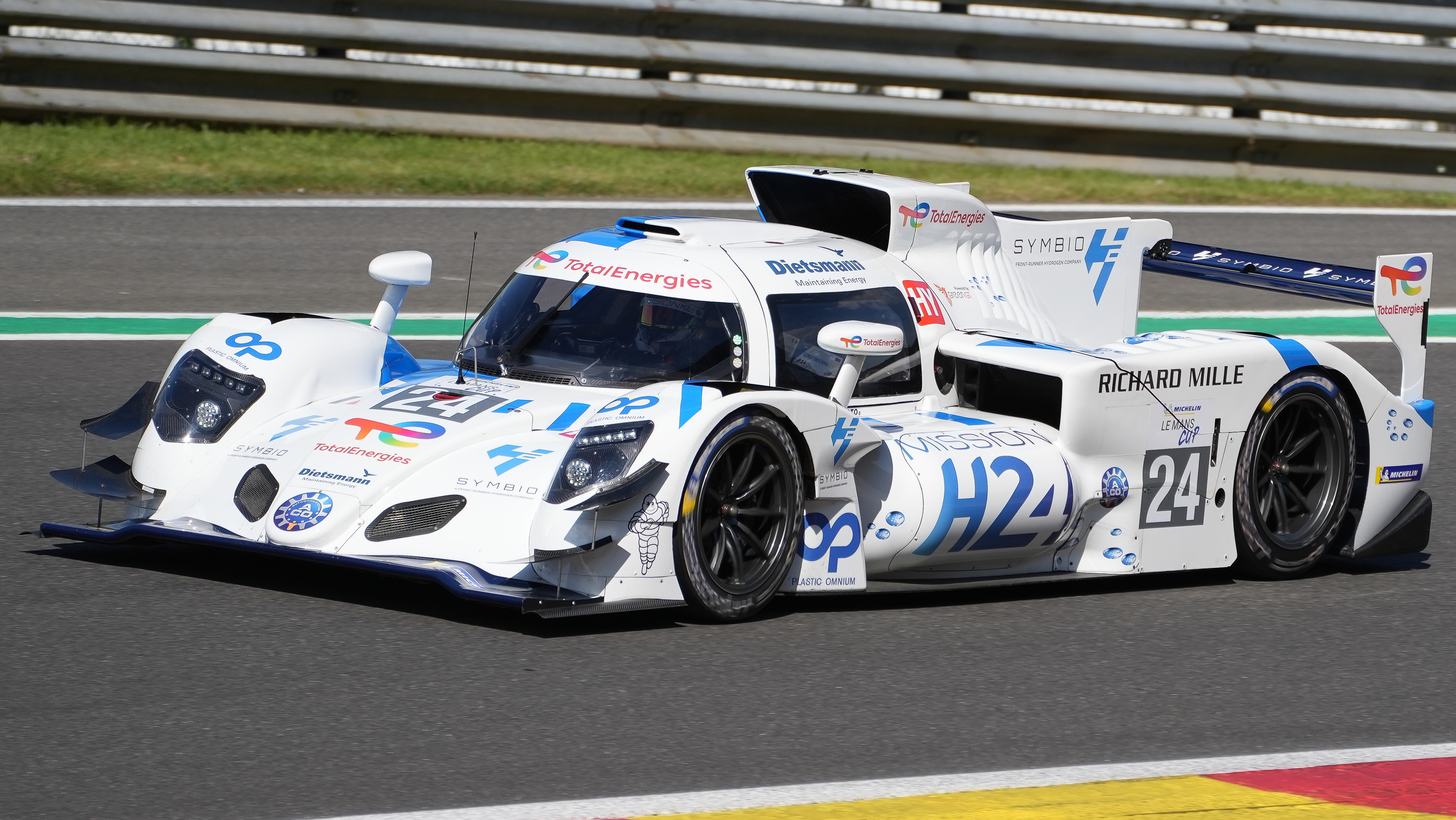
Carro de Nato, Stevens e Ilott nas 6 Horas de Spa de 2024

Em 2022, competiu com a WRT ao lado de Ferdinand Habsburg e Rui Andrade, conquistando a vitória nas 6 Horas de Monza, e fazendo mais dois pódios em Sebring e nas 6 Horas de Spa, ficando em quarto lugar na classificação.

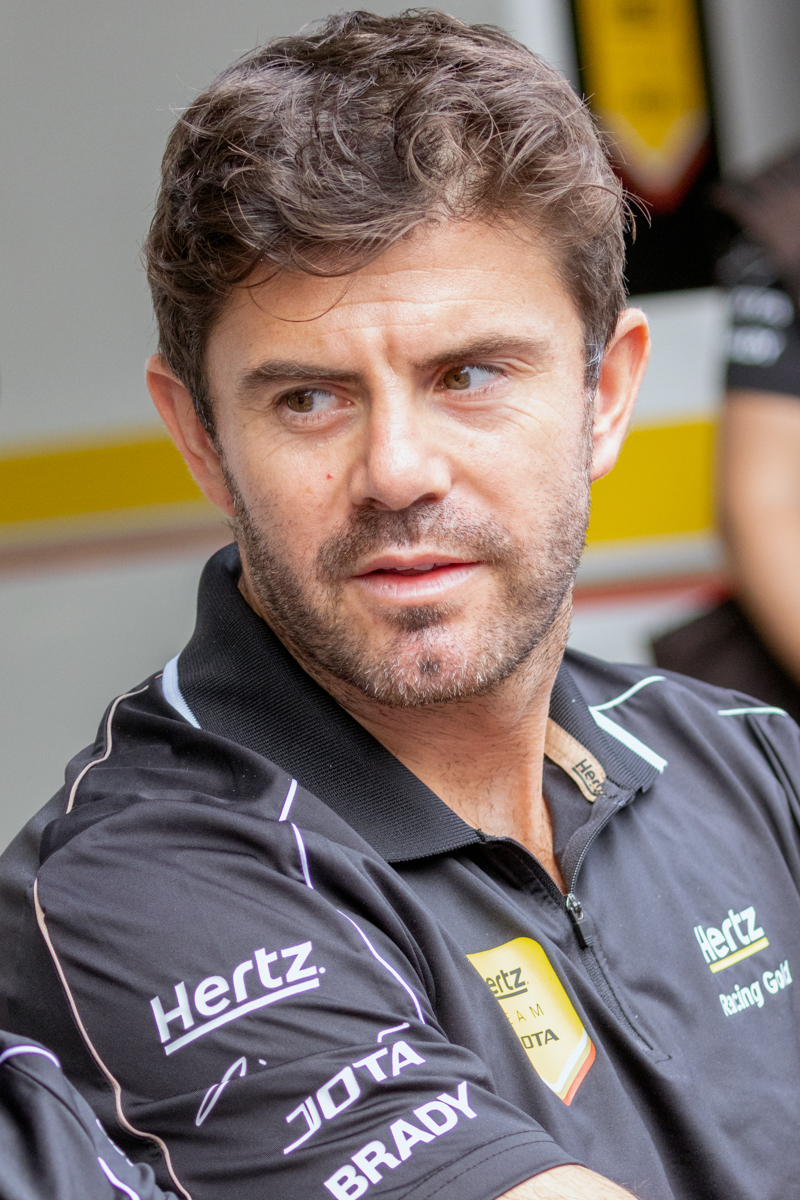
Nato em 2024

Ele deixou a categoria em 2023 para se concentrar na Fórmula E, mas retornou em 2024 com a equipe Jota, a bordo de um Porsche 963 e tendo a companhia dos britânicos Will Stevens e Callum Ilott. Os três estrearam com pódio nos 1812 km do Catar. O carro de Nato venceu as 6 Horas de Spa, mas o francês não participou devido aos seus compromissos com a Fórmula E. Nato pontuou nas 24 Horas de Le Mans, com um oitavo lugar, e nas 6 Horas de Fuji, quando foi o quinto colocado, e fechou a temporada na décima colocação, com 45 pontos.
Para 2025, Nato e Stevens ganharam a companhia de Alex Lynn na Jota, com eles guiando o Cadillac V-Series.R número 12. O trio se classificou em oitavo nos 1812 Km do Catar.

### Fórmula E
Em 16 de outubro de 2020, foi anunciado que Nato havia sido contratado pela equipe ROKiT Venturi Racing para a disputa da temporada de 2020–21 da Fórmula E, substituindo Felipe Massa e correndo ao lado de Edoardo Mortara. Nato só pontuou em quatro das onze etapas, mas em compensação, venceu a última corrida da temporada, em Berlim. O francês somou 54 pontos, mas essa vitória o ajudou a ficar na 18ª colocação, já que o piloto que tinha pontuação igual à dele, o britânico Alexander Sims, só conseguiu um segundo lugar como melhor resultado. Mas Nato ficou muito abaixo de Mortara, vice-campeão com 38 pontos de diferença para ele.
Nato ficou fora da temporada seguinte, mas retornou pela Jaguar como substituto de Sam Bird, que fraturou a mão, para a rodada final da temporada 2021–22, nas quais não pontuou, tendo um 13º lugar como melhor posição de chegada.

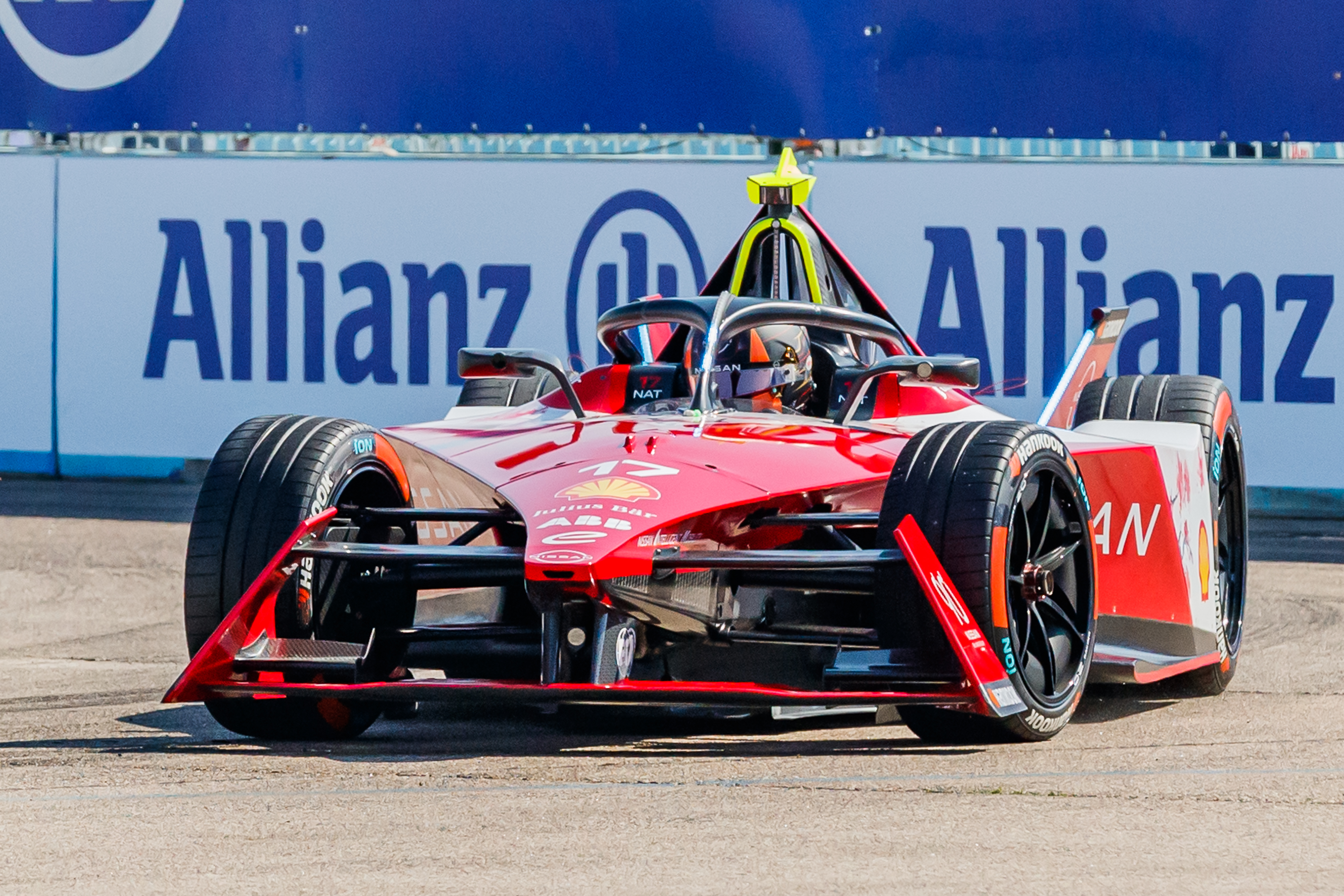
Nato no

Em 23 de agosto de 2022, foi anunciada a sua contratação pela equipe Nissan Formula E Team para a disputa da temporada de 2022–23 da Fórmula E, ao lado de Sacha Fenestraz. O único pódio na temporada foi conquistado no ePrix de Roma, onde ele ficou em segundo lugar, com este também sendo o melhor resultado da Nissan no ano. Nato encerrou a temporada em décimo, com 63 pontos, quase o dobro dos que Fenestraz acumulou.

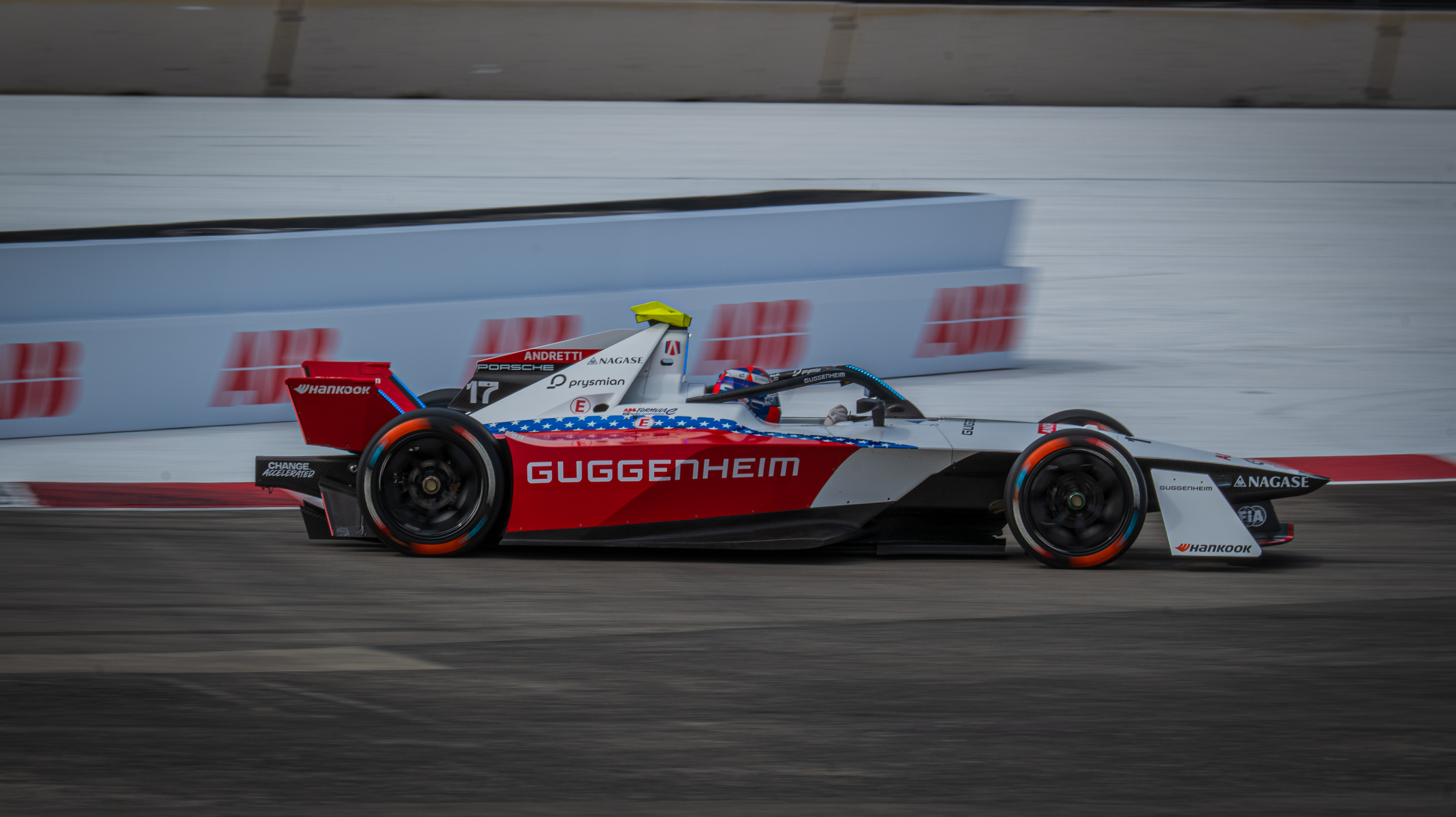
Nato conduzindo a Andretti no

Para a disputa da temporada de 2023–24, ele se transferiu para a equipe Andretti Formula E, correndo ao lado do campeão da temporada anterior, Jake Dennis. O melhor resultado de Nato foi um terceiro lugar na corrida 2 de Xangai. O francês computou 47 pontos, ficando muito atrás de seu companheiro Dennis. Nato saiu da equipe Andretti no final da temporada.
Ele retornou à Nissan para a temporada de 2024–25, substituindo Sacha Fenestraz e fazendo parceria com o antigo rival Oliver Rowland. Teve dificuldades nas quatro primeiras provas, ficando fora da zona de pontuação e perdendo constantemente para Rowland, o que lhe rendeu críticas de Tommaso Volpe, chefe de sua própria equipe. Até que no ePrix de Miami, Nato fez a sua primeira pole da carreira ao derrotar seu antigo companheiro da Andretti, Jake Dennis, por 0,129s. Na corrida, ele brigou pela vitória, liderando o eP em vários momentos. Ele ultrapassou Pascal Wehrlein para cruzar a linha de chegada em primeiro, mas perdeu a vitória por ainda estar com o Modo Ataque ativado, o que não é permitido. Mas por conta das circunstâncias da corrida, tomou apenas 10 segundos de punição, caindo para sexto lugar. Repetiu o resultado em Xangai, e terminou a temporada em vigésimo, com 21 pontos, enquanto seu companheiro Rowland foi o campeão. Mesmo assim, a Nissan anunciou em 7 de agosto de 2025 que renovaria contrato com Nato para 2025–26.

## Vida Pessoal
Nascido em Cannes, Norman Nato tem relação de amizade com Charles Leclerc e seus irmãos Lorenzo e Arthur. Ele também era muito amigo de Jules Bianchi, piloto de F1 falecido em 2014. Nato, que usava o número 71 em seus primeiros anos de Fórmula E, escolheu correr com o número 17, que Bianchi usou em 2014, quando voltou a correr na temporada 2022–23, se aproveitando da saída do então titular deste número, Nyck de Vries. Nato também usou um capacete especial com o design adotado por Bianchi ao disputar o ePrix de Mônaco de 2023.
Nas horas vagas, Nato gosta de correr, praticar pádel e ioga.

## Resultados

### Resultados completos da Fórmula E
(Legenda) (Corridas em negrito indicam pole position; corridas em itálico indicam volta mais rápida)
| Ano     | Equipe                | Chassi             | Motor                            | 1       | 2      | 3      | 4       | 5      | 6       | 7      | 8      | 9       | 10     | 11     | 12     | 13      | 14    | 15     | 16     | Pos. | Pts. |
| ------- | --------------------- | ------------------ | -------------------------------- | ------- | ------ | ------ | ------- | ------ | ------- | ------ | ------ | ------- | ------ | ------ | ------ | ------- | ----- | ------ | ------ | ---- | ---- |
| 2020–21 | ROKiT Venturi Racing  | Spark SRT05e       | Mercedes-Benz EQ Silver Arrow 02 | DIR 14  | DIR 16 | RME 11 | RME DSQ | VLC NC | VLC 5   | MCO 13 | PUE 14 | PUE Ret | NYC 15 | NYC 7  | LDN NC | LDN Ret | BER 4 | BER 1  |        | 18º  | 54   |
| 2021–22 | Jaguar TCS Racing     | Spark SRT05e       | Jaguar I-Type 5                  | DRH     | DRH    | MEX    | RME     | RME    | MCO     | BER    | BER    | JAK     | MRK    | NYC    | NYC    | LDN     | LDN   | SEO 13 | SEO 14 | 22º  | 0    |
| 2022–23 | Nissan Formula E Team | Formula E Gen3     | Nissan e-4ORCE 04                | MEX Ret | DRH 12 | DRH 14 | HYD 7   | CAP 8  | SAP Ret | BER 13 | BER 16 | MCO 18  | JAK 12 | JAK 5  | POR 9  | RME 8   | RME 2 | LDN 8  | LDN 4  | 10º  | 63   |
| 2023–24 | Andretti Global       | Formula E Gen3     | Porsche 99X Electric             | MEX 10  | DRH 6  | DRH 16 | SAP 17  | TOK 6  | MIS 7   | MIS 16 | MCO 10 | BER 18  | BER 19 | SHA 14 | SHA 3  | POR 13  | POR 7 | LDN 10 | LDN 12 | 15º  | 47   |
| 2024–25 | Nissan Formula E Team | Formula E Gen3 Evo | Nissan e-4ORCE 05                | SAO 13  | MEX 13 | JED 18 | JED 15  | MIA 6  | MCO     | MCO    | TKO    | TKO     | SHA    | SHA    | JKT    | BER     | BER   | LDN    | LDN    | 17º* | 11*  |

* Temporada em andamento.